# 粟田人成
粟田 人成（あわた の ひとなり）は、奈良時代の貴族。官位は従五位下・中務少輔。

## 経歴
天平勝宝6年（754年）従五位下に叙爵し、少納言に任ぜられる。天平宝字5年（761年）従五位上・仁部大輔に叙任され、翌天平宝字7年（763年）には右中弁に任官するなど、藤原仲麻呂政権で要職を務めた。しかし、天平宝字8年（764年）の藤原仲麻呂の乱に連座して位階を剥奪される。
光仁朝の宝亀2年（771年）従五位下に復され、越後守に任ぜられる。宝亀7年（776年）には右少弁次いで中務少輔と再び京官を務めている。

## 官歴
『続日本紀』による。
- 時期不詳：正六位上
- 天平勝宝6年（754年） 正月16日：従五位下。4月5日：少納言
- 天平宝字5年（761年） 正月2日：従五位上。10月1日：仁部大輔
- 天平宝字7年（763年） 正月9日：右中弁
- 天平宝字8年（764年） 正月21日：相模守。9月?：位階剥奪
- 宝亀2年（771年） 11月28日：従五位下（復位）。11月1日：越後守
- 宝亀7年（776年） 3月6日：右少弁。3月24日：中務少輔